# دين كارول
دين كارول (بالإنجليزية: Dean Carroll)‏ هو لاعب دوري الرغبي بريطاني، ولد في 1962 في Spen Valley ‏ في المملكة المتحدة، وتوفي في 24 مايو 2015 في باتلي في المملكة المتحدة.